# Sphegigaster salicinus
Sphegigaster salicinus är en stekelart som beskrevs av Heydon och Laberge 1988. Sphegigaster salicinus ingår i släktet Sphegigaster och familjen puppglanssteklar. Inga underarter finns listade i Catalogue of Life.